# Cantón de Saint-Estève
El cantón de Saint-Estève era una división administrativa francesa, que estaba situada en el departamento de Pirineos Orientales y la región de Languedoc-Rosellón.

## Composición
El cantón estaba formado por cinco comunas:
- Baho
- Baixas
- Calce
- Saint-Estève
- Villeneuve-la-Rivière

## Supresión del cantón de Saint-Estève
En aplicación del Decreto n.º 2014-262 de 26 de febrero de 2014, el cantón de Saint-Estève fue suprimido el 22 de marzo de 2015 y sus 5 comunas pasaron a formar parte del nuevo cantón de Le Ribéral.